# Armand Carlsen
Armand Henning Carlsen (20. října 1905 Kristiania – 8. května 1969 Oslo) byl norský rychlobruslař a cyklista.
Velkých mezinárodních závodů se účastnil od roku 1925, kdy se poprvé představil na Mistrovství světa. Roku 1927 debutoval taktéž na kontinentálním šampionátu. Největšího úspěchu dosáhl na MS 1927, na kterém vybojoval bronzovou medaili. Zúčastnil se Zimních olympijských her 1928 (5000 m – 5. místo, 10 000 m – závod předčasně ukončen). V letech 1930 a 1931 dosáhl na mistrovstvích světa čtvrtého místa. Poslední závody absolvoval v roce 1937.
Věnoval se také dráhové cyklistice, v roce 1928 byl na norském šampionátu druhý v závodu na 10 km. Za své úspěchy v obou sportech získal v roce 1929 cenu Egebergs Ærespris.